# Moriba Morain
Pour les articles homonymes, voir Morain.
Moriba Morain (né le 8 octobre 1992) est un athlète trinidadien, spécialiste du sprint.
Il remporte la médaille d'or du 200 m lors des Championnats CAC juniors de 2010 à Saint-Domingue. Il bat ses deux records personnels les 24 et 25 juin 2017 à Port-d'Espagne, en 10 s 19 sur 100 m et en 20 s 60. Il fait partie de l'équipe de relais 4 x 100 m sélectionnée pour les Championnats du monde 2017 à Londres.